# You're Mine (Eternal)
You're Mine (Eternal) è il terzo singolo estratto dall'album Me. I Am Mariah... The Elusive Chanteuse della cantautrice statunitense Mariah Carey, pubblicato il 12 febbraio 2014 e prodotto da Rodney "Darkchild" Jerkins.
Il pezzo è una ballata romantica nel classico stile Carey, una regalo ai fan per l'imminente giorno di San Valentino. Di scarso rilievo commerciale, è riuscito ad entrare nel top 30 spagnola alla 21 in Francia alla 96 e nella billboard hot 100 alla posizione 88 con circa 100 000 copie vendute mondialmente nella prima settimana. Sono stati annunciati videoclip e remix a seguire con la partecipazione di Trey Songz.
Il primo remix è stato pubblicato il 14 marzo ed è il Main Mix del DJ superstar olandese Fedde Le Grand.